# غورك الوسط (بابويي)
غورك الوسط (بالفارسية: غورک وسطی) هي قرية تقع في إيران في قسم بابويي الريفي. يقدر عدد سكانها بـ 17 نسمة بحسب إحصاء 2016.